# Archivio museo Giuseppe Mengoni
L'Archivio museo Giuseppe Mengoni è un museo d'architettura inaugurato nel 2002 che ha sede nell'ex municipio in Piazza Roma, nel centro storico di Fontanelice.

## Descrizione

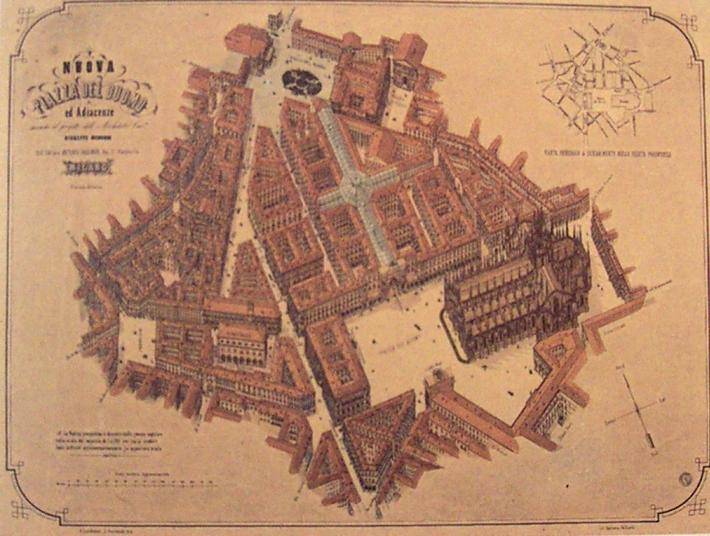
Progetto di Piazza del Duomo (1863)

L'archivio museo conserva circa 1700 documenti, tra cui fotografie, carte e progetti di architettura proodotti dallo studio di Giuseppe Mengoni. Tra i progetti rappresentativi della collezione figurano quelli per la Galleria Vittorio Emanuele II a Milano, per Porta Saragozza, per la facciata di San Petronio, per il palazzo Poggi Cavazza o ancora per il Palazzo della Cassa di Risparmio a Bologna.
Il museo archivio è anche un centro di documentazione per la zona ambientale del Santerno.